# Mars Bluff

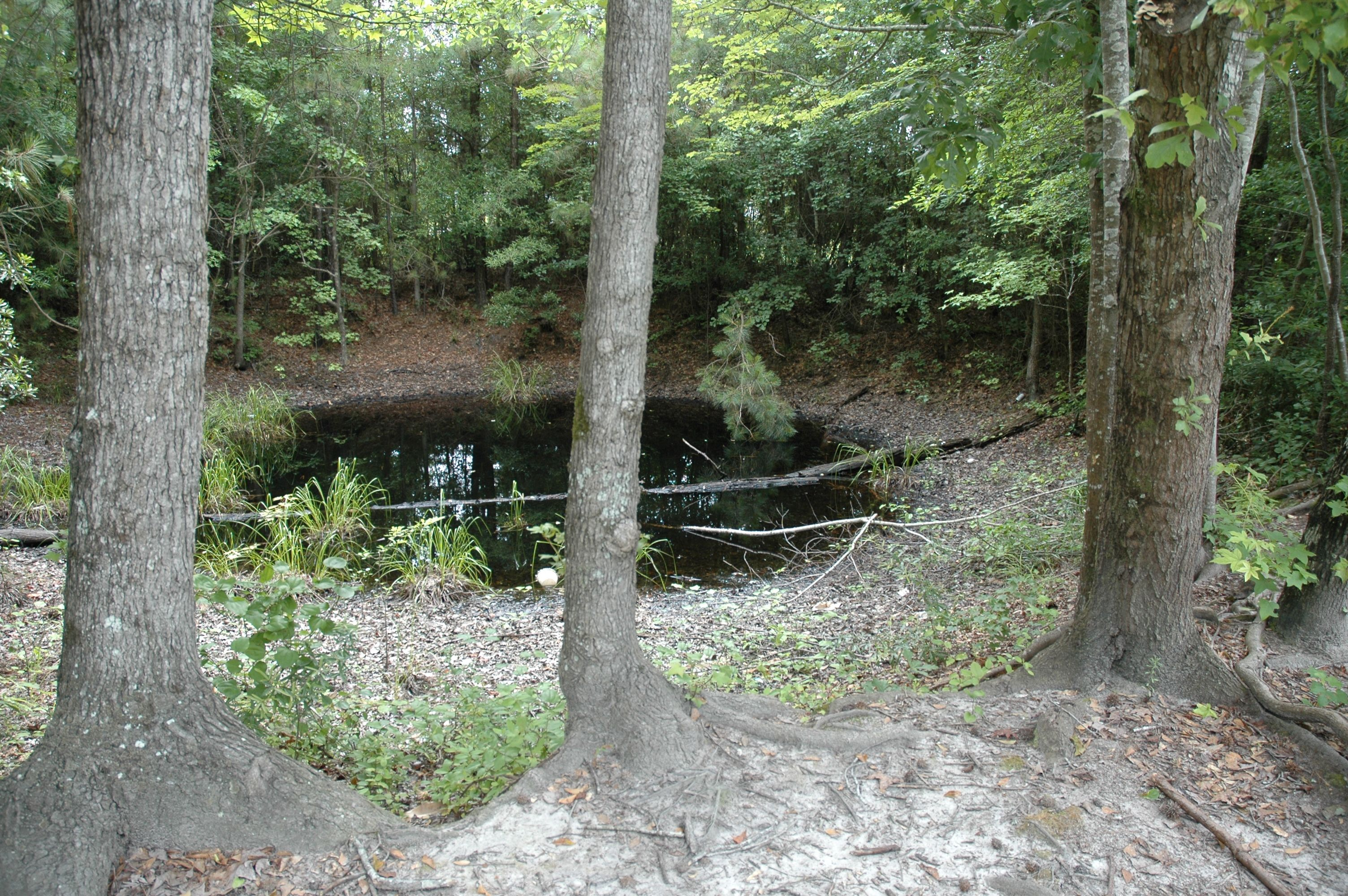
Le cratère de Mars Bluff

Mars Bluff est une communauté non incorporée du Comté de Florence dans l'État de Caroline du Sud.

## Historique
Pendant la révolution américaine, le lieu s'est appelé « Marr's Bluff ».

## Incident de 1958

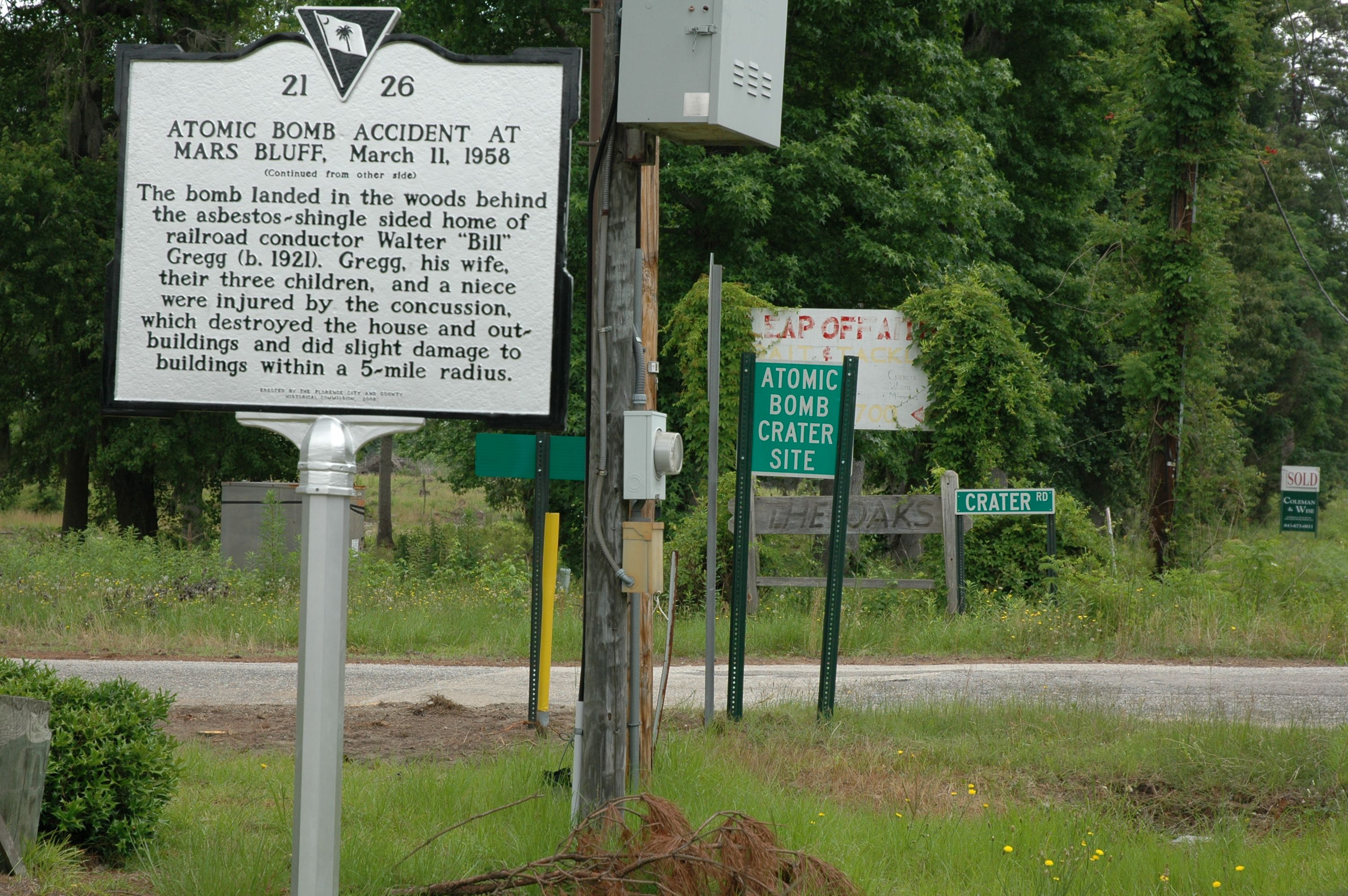
Site historique de Mars Bluff

Le site a été l'objet d'un incident le 11 mars 1958 : un bombardier B-47 de l'US Air Force parti de Savannah pour l'Angleterre, transportant des bombes nucléaires, a largué une bombe à la suite d'une fausse manœuvre. La bombe n'était pas activée et ne contenait pas de détonateur, mais la charge de TNT qu'elle embarquait a explosé au sol, créant un cratère et causant des dégâts importants aux habitations à proximité.
L'incident a eu un retentissement au niveau national et international. Le propriétaire d'une des maisons concernées, Walter Gregg, est décédé en 2013. Le cratère est toujours visible de nos jours.